# Cronaca familiare
Cronaca familiare és una pel·lícula italiana de 1962 dirigida per Valerio Zurlini i basada en la novel·la homònima de Vasco Pratolini. Protagonitzada per Marcello Mastroianni i Jacques Perrin, narra la relació entre dos germans amb trajectòries oposades en el context de la Segona Guerra Mundial. Després de la mort de Lorenzo, Enrico rememora el seu passat i els seus intents per ajudar el seu germà, marcat per una vida desordenada. Amb una posada en escena sòbria i malenconiosa, Zurlini reflexiona sobre el pas del temps i la ineludibilitat de la mort. El film, que destaca per la fotografia de Giuseppe Rotunno i l'escenografia de Flavio Mogherini, va guanyar el Lleó d'Or al Festival de Venècia de 1962.